# Sutan Anwar
Sutan Anwar (21 marzo 1914 – ...) è stato un calciatore indonesiano, di ruolo centrocampista.

## Carriera
Prese parte con la Nazionale delle Indie Orientali Olandesi ai Mondiali del 1938.